# Guianella
Guianella is een geslacht van wantsen uit de familie van de Miridae (Blindwantsen). Het geslacht werd voor het eerst wetenschappelijk beschreven door José Cândido de Melo Carvalho in 1946.

## Soorten
Het genus bevat de volgende soorten:

- Guianella antennalis (Carvalho, 1987)
- Guianella marmorata Carvalho, 1946
- Guianella nematocerata Maldonado & Carvalho, 1981
- Guianella paraibensis Carvalho & Costa, 1992
- Guianella pilosa Maldonado-Capriles & Carvalho, 1981
- Guianella rondoniensis (Carvalho, 1992)
- Guianella trimaculata Maldonado & Carvalho, 1981
- Guianella tuberculifrons Maldonado & Carvalho, 1981
- Guianella vicosensis Carvalho, 1947